# Wettinia drudei
Wettinia drudei är en enhjärtbladig växtart som först beskrevs av Orator Fuller Cook och Conrad Bartling Doyle, och fick sitt nu gällande namn av Andrew James Henderson. Wettinia drudei ingår i släktet Wettinia och familjen Arecaceae. IUCN kategoriserar arten globalt som livskraftig. Inga underarter finns listade i Catalogue of Life.